# Kaukasus-Ziesel
Der Kaukasus-Ziesel (Spermophilus musicus) ist eine Hörnchenart aus der Gattung der Ziesel (Spermophilus). Er ist endemisch im nördlichen Kaukasus.

## Merkmale
Der Gelbziesel erreicht eine Kopf-Rumpf-Länge von etwa 20,5 bis 24 Zentimetern. Der Schwanz wird etwa 3,4 bis 5,0 Zentimeter lang und ist damit wie bei allen Zieseln deutlich kürzer als der restliche Körper. Die Rückenfarbe ist braun-grau mit kleinen, undeutlichen rostrot-grauen Flecken. Die Seiten sind hell braun-grau mit einer gelben Einwaschung und der Kopf ist etwas dunkler mit strohgelben bis lohbraunen Wangen und strohgelben Augenringen. Die Bauchseite ist weißlich grau bis stroh-gelb. Der Schwanz hat oberseits ebenfalls eine grau-braune Färbung, die Unterseite ist heller und manchmal rötlich. Er besitzt eine schwarze oder braune Schwanzspitze.
| 1 | · | 0 | · | 2 | · | 3 | = 22 |
| 1 | · | 0 | · | 1 | · | 3 | = 22 |

Die Art besitzt wie alle Arten der Gattung im Oberkiefer pro Hälfte einen zu einem Nagezahn ausgebildeten Schneidezahn (Incisivus), dem eine Zahnlücke (Diastema) folgt. Hierauf folgen zwei Prämolare und drei Molare. Im Unterkiefer besitzen die Tiere dagegen nur einen Prämolar. Insgesamt verfügen die Tiere damit über ein Gebiss aus 22 Zähnen.

## Verbreitung
Der Kaukasus-Ziesel ist endemisch im nördlichen Kaukasus in den nördlichen Ausläufern des großen kaukasischen Massivs (Prielbrusje). Er kommt direkt nördlich der Grenze zwischen Georgien und Russland auf russischem Gebiet vor, im Bereich der Oberläufe der Flüsse Kuban, Malka und Tschegem. Das gesamte Verbreitungsgebiet nimmt eine Fläche von etwa 300.000 ha ein.

## Lebensweise
Der Kaukasus-Ziesel ist ein tagaktives Erdhörnchen. Es lebt vor allem in trockenen Bergwiesen und -weiden, Grassteppen sowie Getreidefeldern, darüber hinaus an Steilhängen mit typischer Trockenvegetation. Es ernährt sich hauptsächlich von Pflanzenteilen, insbesondere Pflanzentriebe und Knospen, Blüten, Samen und Blättern, und nur sehr selten von Insekten. Die Tiere leben in Kolonien unterschiedlicher Größe. Insgesamt wurden bei Zählungen im Jahr 1980 im gesamten Verbreitungsgebiet 234 getrennte Kolonien identifiziert, die zusammen eine Fläche von 85.000 ha bedecken. Die meisten dieser Kolonien, 126, nehmen eine Fläche von 10 bis 100 ha ein, während weitere 57 Kolonien jeweils 100 bis 1000 ha Fläche umfassen. Seltener waren sehr kleine Kolonien mit weniger als 10 ha oder sehr große Kolonien mit mehr als 1000 ha Fläche. Der Bau ist einfach und besteht aus einem Gang und einer Nestkammer, die in der Regel nicht tiefer als einen halben Meter unter der Erde liegt. Er wird meistens unter Steinen oder Gebüsch angelegt. Komplexere Baue mit Brutkammern in Tiefen bis 1,20 Metern dienen der Überwinterung oder zur Aufzucht des Nachwuchses.
Die Tiere verbringen den Winter wie andere Ziesel in einem langen Winterschlaf, der im August oder September, bei Jungtieren auch Ende September bis Oktober, beginnt. Aufgrund der notwendigen Fettreserven beginnen fertile Muttertiere ihren Winterschlaf später als adulte Männchen und junge Weibchen. Die Aufwachzeiten sind abhängig von der Temperatur und der Höhe, in denen die Tiere leben; in höheren Regionen oberhalb von 2500 Metern reicht der Winterschlaf bis in den Mai hinein, während er in Höhen von 1200 bis 1400 Metern bereits im März beendet wird. Die Fortpflanzungszeit beginnt im Frühjahr direkt nach der Überwinterung und nach einer Tragzeit von 22 Tagen werfen die Muttertiere einen Wurf von zwei bis vier Jungtieren.
Im Winterschlaf sterben jährlich etwa 40 % der Tiere. Zu den potenziellen Prädatoren gehören Füchse, Haushunde, Marder sowie Greifvögel. Ebenso wie der Gelbziesel (Spermophilus fulvus) und der Kleinziesel (Spermophilus pygmaeus) gehört der Kaukasus-Ziesel zu den potenziellen Überträgern der unter Nagetieren verbreiteten und durch den Pesterreger Yersinia pestis verursachten „sylvatic (bubonic) plague“.

## Systematik
Der Kaukasus-Ziesel wird als eigenständige Art innerhalb der Gattung der Ziesel (Spermophilus) eingeordnet, die nach aktuellem Stand nach einer Revision der Gattung aus 15 Arten besteht. Die wissenschaftliche Erstbeschreibung stammt von dem französischen Zoologen Édouard Ménétries aus dem Jahr 1832. Er beschrieb die Art anhand von Individuen aus dem Kaukasus.
Innerhalb der Art werden neben der Nominatform keine weiteren Unterarten unterschieden. Aufgrund des Aufbaus der Chromosomen sowie molekularbiologischer und genetischer Merkmale wird diskutiert, ob der Kaukasus-Ziesel konspezifisch mit dem Kleinziesel (Spermophilus pygmaeus) ist und somit als Unterart Spermophilus pygmaeus musicus desselben betrachtet werden sollte. Bei einzelnen Autoren wurde dies bereits umgesetzt.

## Status, Bedrohung und Schutz
Der Kaukasus-Ziesel wird von der International Union for Conservation of Nature and Natural Resources (IUCN) als Art der Vorwarnliste und somit als potenziell gefährdet (Near threatened) eingeordnet. Begründet wird dies durch das kleine Verbreitungsgebiet und die begrenzten Lebensräume im Kaukasus. Innerhalb des Gebiets kommt der Ziesel lokal häufig vor und die Lebensräume sind wenig fragmentiert, die Bestände werden als weitgehend stabil beschrieben.
Innerhalb des Gebietes findet eine Bejagung der Tiere als Fleisch- und Pelzlieferant statt, die jedoch nicht als bestandsgefährdend eingestuft wird. Regional werden sie auch als Schädling eingestuft, wenn sie in Getreidefeldern leben. Als Hauptgefährdungsursache wird die Umwandlung von alpinen Bergwiesen zu Weideflächen betrachtet, hinzu kommen Austrocknungen der Wasserreserven und Dürrezeiten.

## Belege
1. 1 2 3 4 5 6 7 8 9 10 11  Richard W. Thorington Jr., John L. Koprowski, Michael A. Steele: Squirrels of the World. Johns Hopkins University Press, Baltimore MD 2012; S. 307–308. ISBN 978-1-4214-0469-1
2. ↑  Robert S. Hoffmann, Andrew T. Smith: Spermophilus. In: Andrew T. Smith, Yan Xie: A Guide to the Mammals of China. Princeton University Press, Princeton NJ 2008, ISBN 978-0-691-09984-2, S. 193.
3. 1 2 3 4 5 6 7 8  Spermophilus musicus in der Roten Liste gefährdeter Arten der IUCN 2015.1. Eingestellt von: K. Tsytsulina, 2008. Abgerufen am 28. Juni 2015.
4. 1 2  Kristofer M. Helgen, F. Russell Cole, Lauren E. Helgen, Don E. Wilson: Generic Revision in the holarctic ground squirrels genus Spermophilus. Journal of Mammalogy 90 (2), 2009; S. 270–305. doi:10.1644/07-MAMM-A-309.1
5. 1 2  Spermophilus musicus In: Don E. Wilson, DeeAnn M. Reeder (Hrsg.): Mammal Species of the World. A taxonomic and geographic Reference. 2 Bände. 3. Auflage. Johns Hopkins University Press, Baltimore MD 2005, ISBN 0-8018-8221-4.